# Vörösberény
Vörösberény egykor önálló község, 1971 óta Balatonalmádi része Veszprém vármegyében, a Balatonalmádi járásban.

## Fekvése
Ma a város belterületének északi részét képezi, főutcája a 7217-es út, mely a központtal és a megyeszékhely Veszprémmel is összeköti. A környék legfontosabb útvonalának számító 71-es főúttal az előbbi mellett egy rövid, öt számjegyű útszakasz, a 72 803-as számú mellékút is összeköti. Egyetlen jelentősebb patakja a Vörösberényi-séd.

## Története

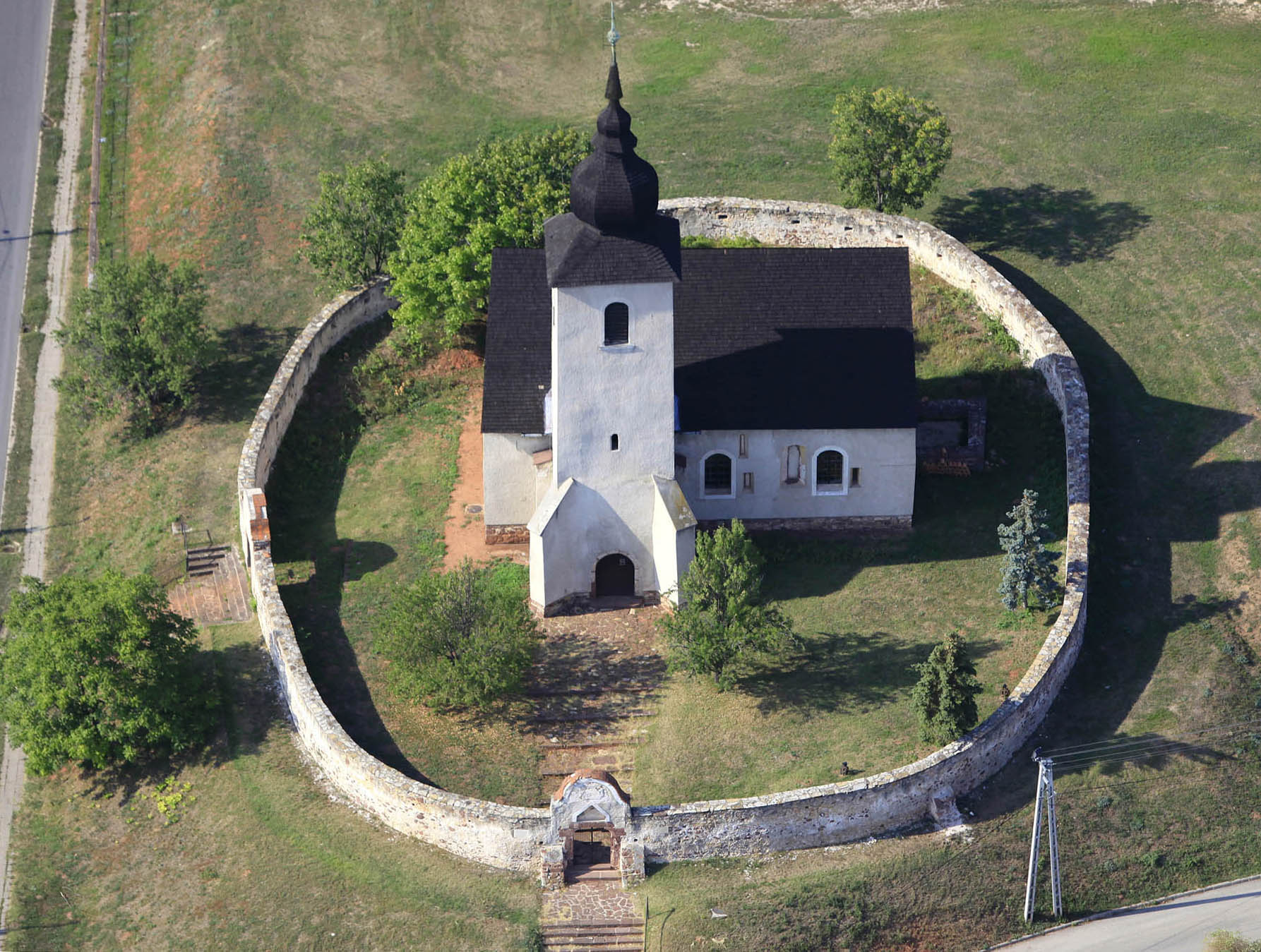
Az erődített református templom légifotója, Vörösberény

A települést eredetileg a középkorban Szárberénynek hívták. A Veszprémvölgyi oklevél szerint az ottani apácák bírták az akkori katolikus, ma már református templomot. 1552-ben a török elfoglalja Veszprémet, 1567-ben a falu is a hódoltság része lesz. A falu lakossága ekkoriban tért át a református hitre, a templomban, mely később még többször katolikus kézre kerül, mielőtt végleg reformátussá lenne, még Dévai Bíró Mátyás is szolgált. 1625-ben a falu a jezsuiták kezére került II. Ferdinánd parancsára, akik csak 1700-ban tudták visszaszerezni a középkori templomot egy rövid időre, 1773 és 1779 közt pedig felépítették a Loyolai Szent Ignác-templomot is. A jezsuita rend feloszlatása óta a régi templom újra a reformátusoké mindmáig.
A falu sokáig a szőlőtermesztésből és borászatból élt, amíg véget vetett neki a filoxéra. A falut 1971-ben csatolták Balatonalmádihoz.

## Nevezetes vörösberényiek
- Fiáth Pál
- Fábián Gábor
- Kabos Sándor
- Kerényi Imre
- Németh Judit
- Ángyán János
- Tóth Ferenc
- Vofkori László
- É. Szabó Márta
- Simon Géza

## Látnivalók
- Református templom, a falu középkorban még katolikus temploma Tours-i Szent Mártonnak szentelve.
- Loyolai Szent Ignác-templom

## Képgaléria

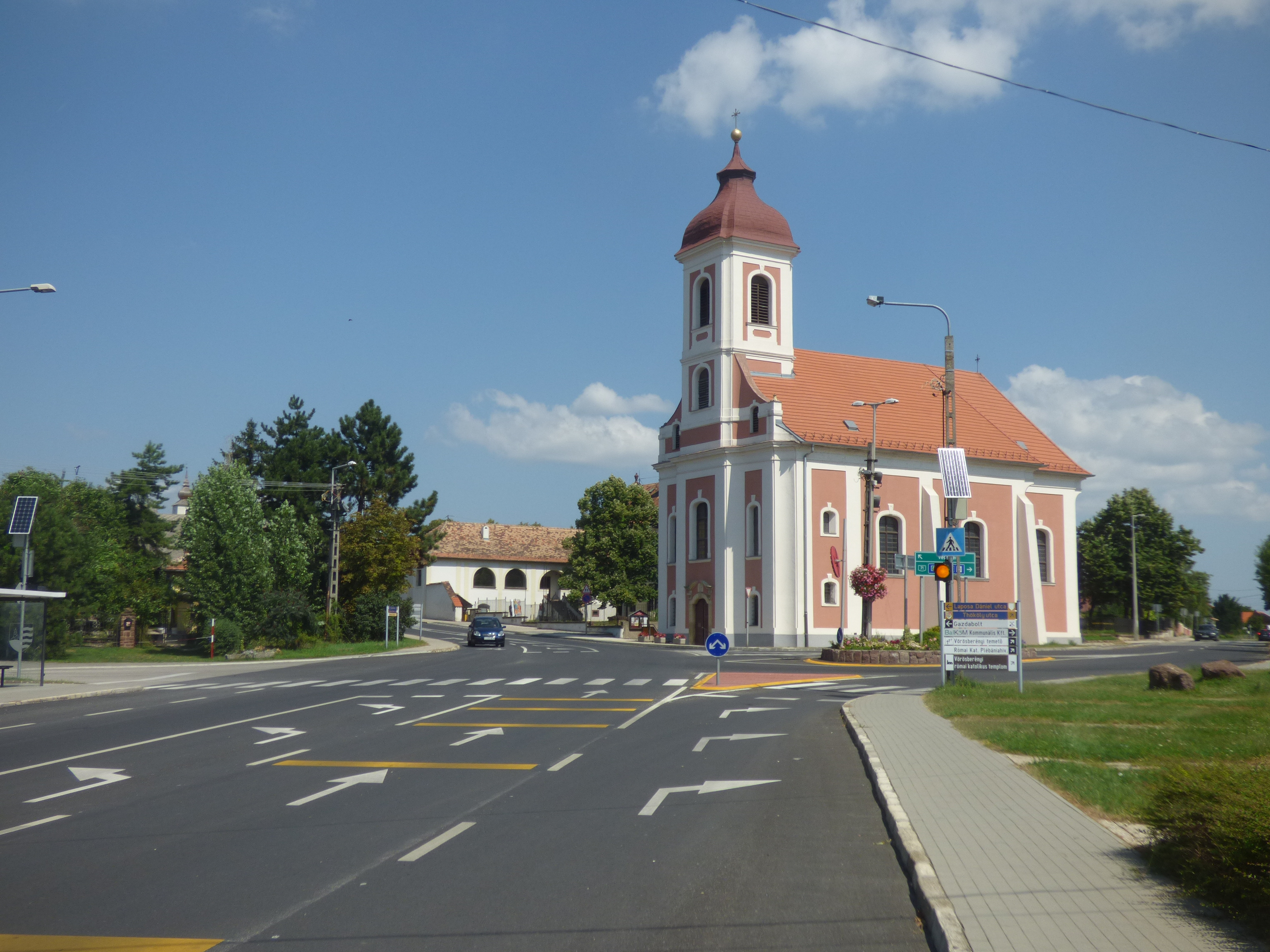
Vörösberény főutcája, a 7217-es út a Szent Ignác-templommal és a 72 803-as út elágazásával
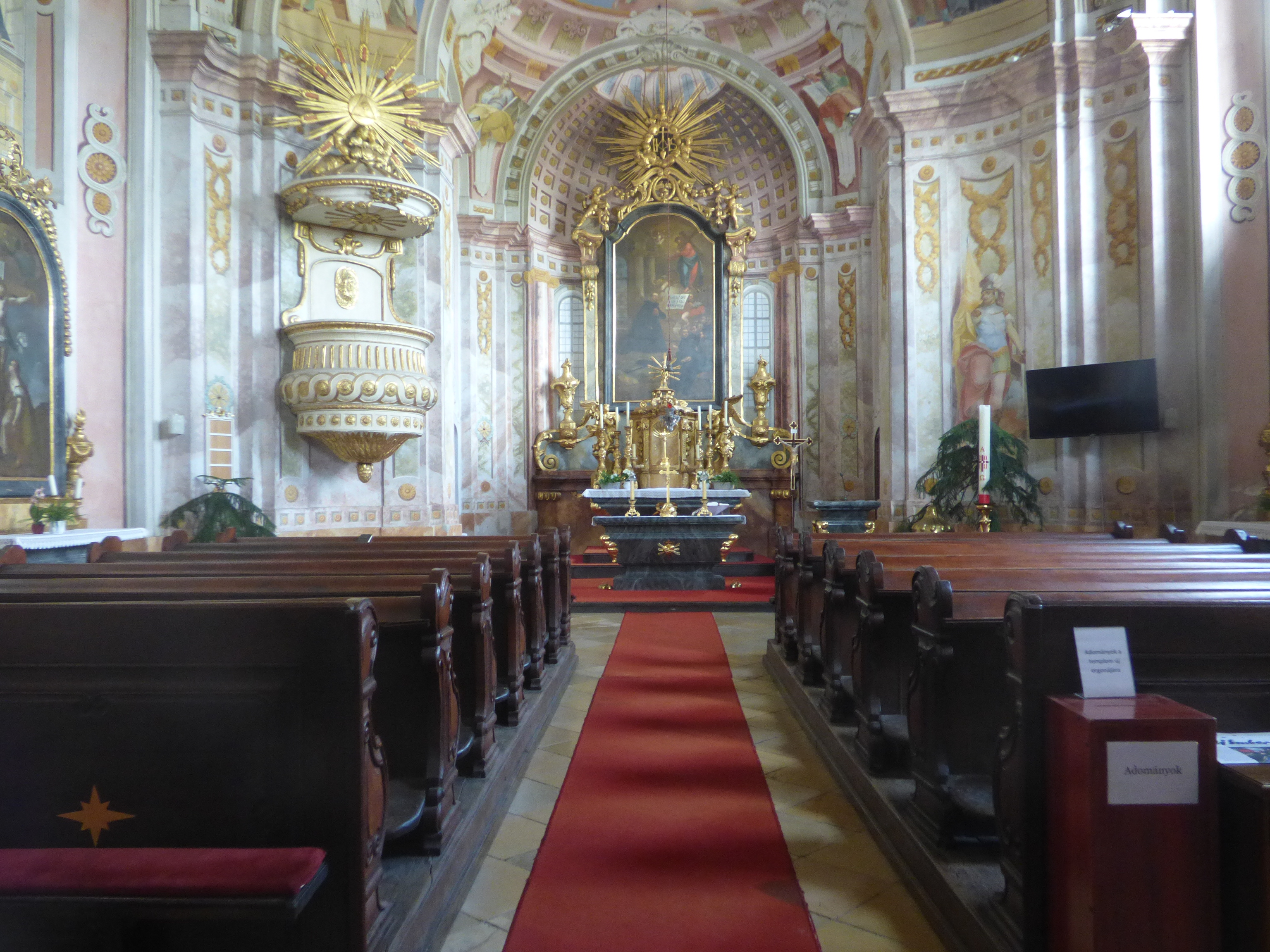
A Szent Ignác-templom belső tere
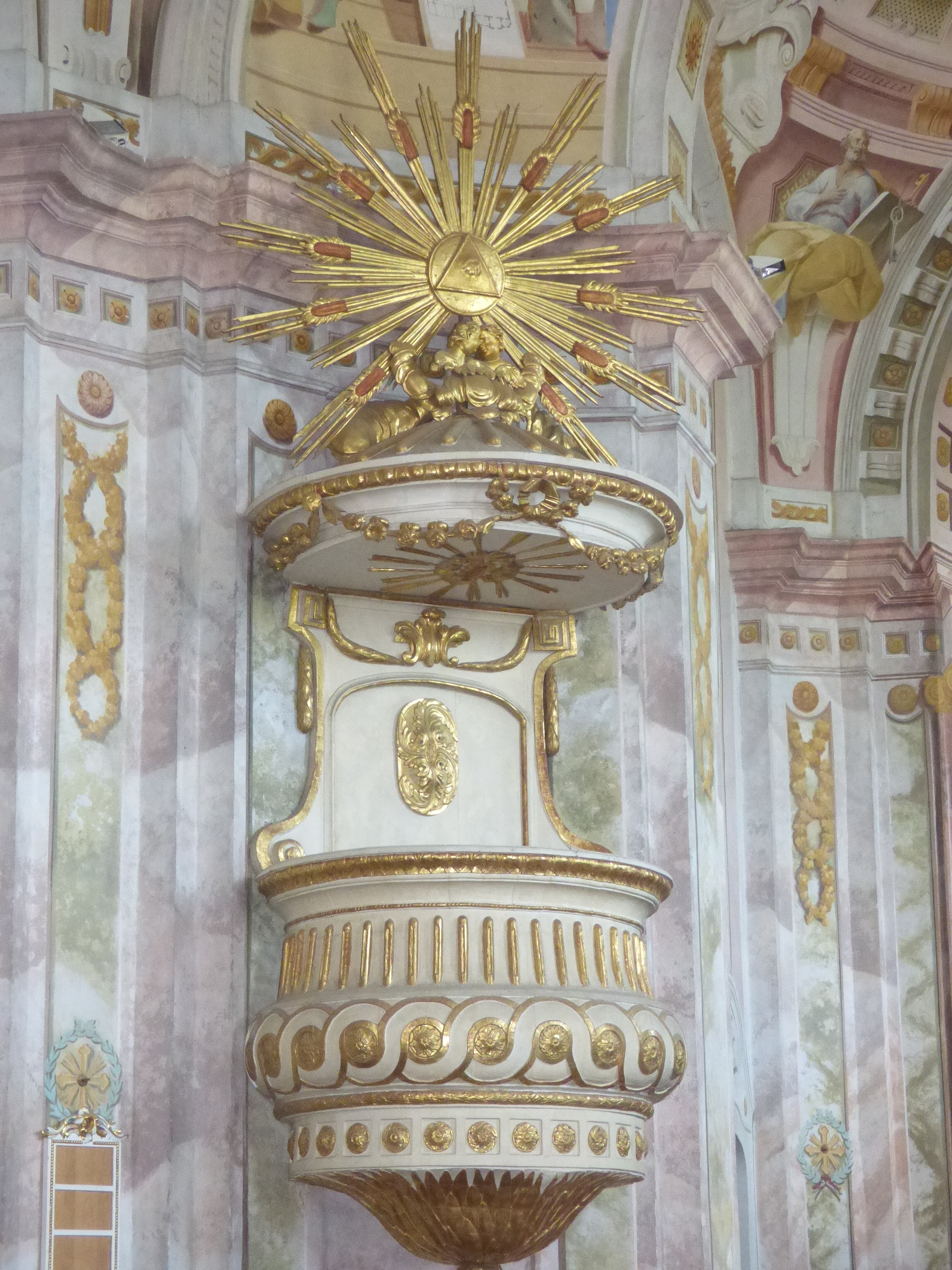
A Szent Ignác-templom szószéke
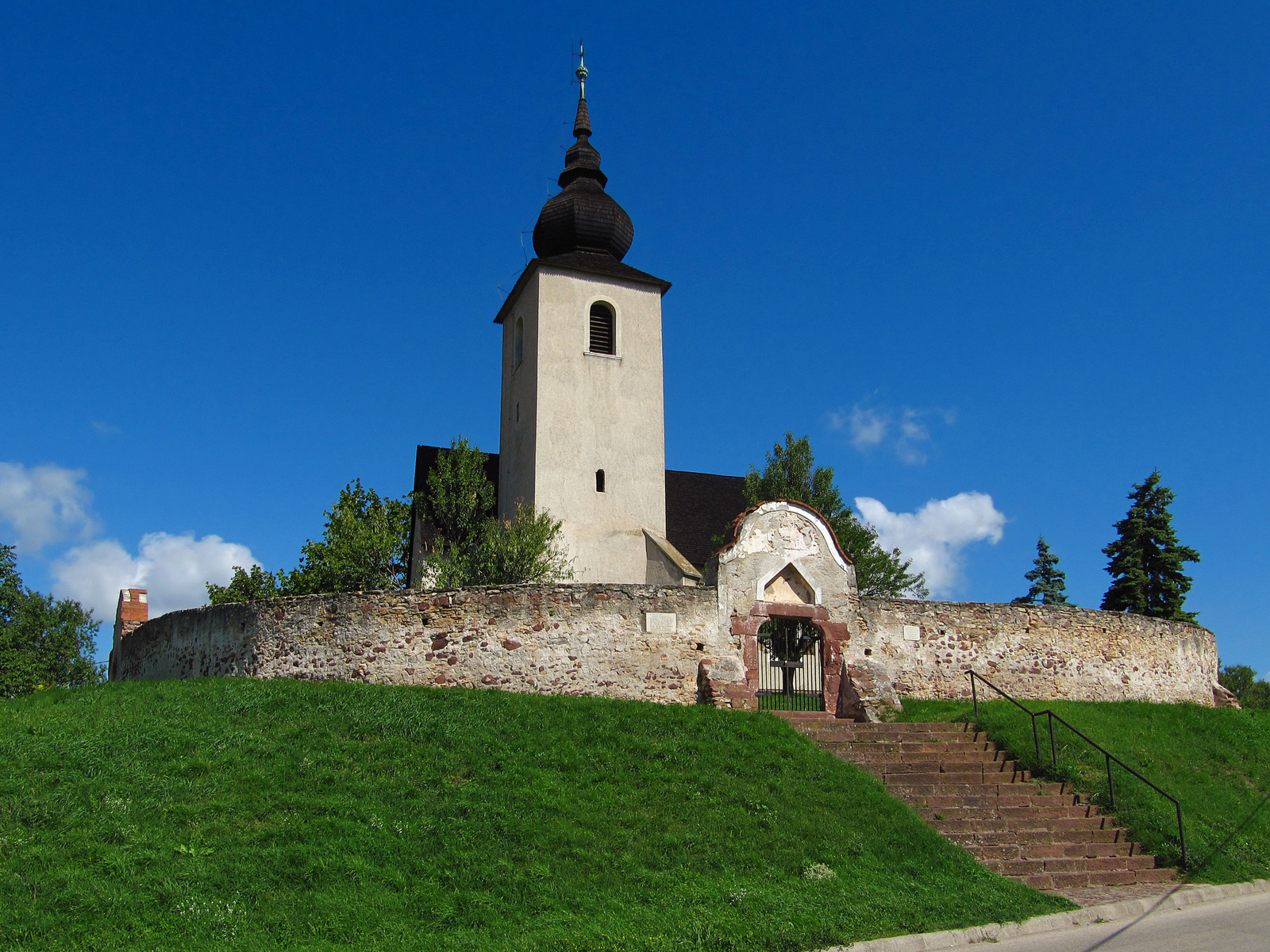
Az erődített református templom
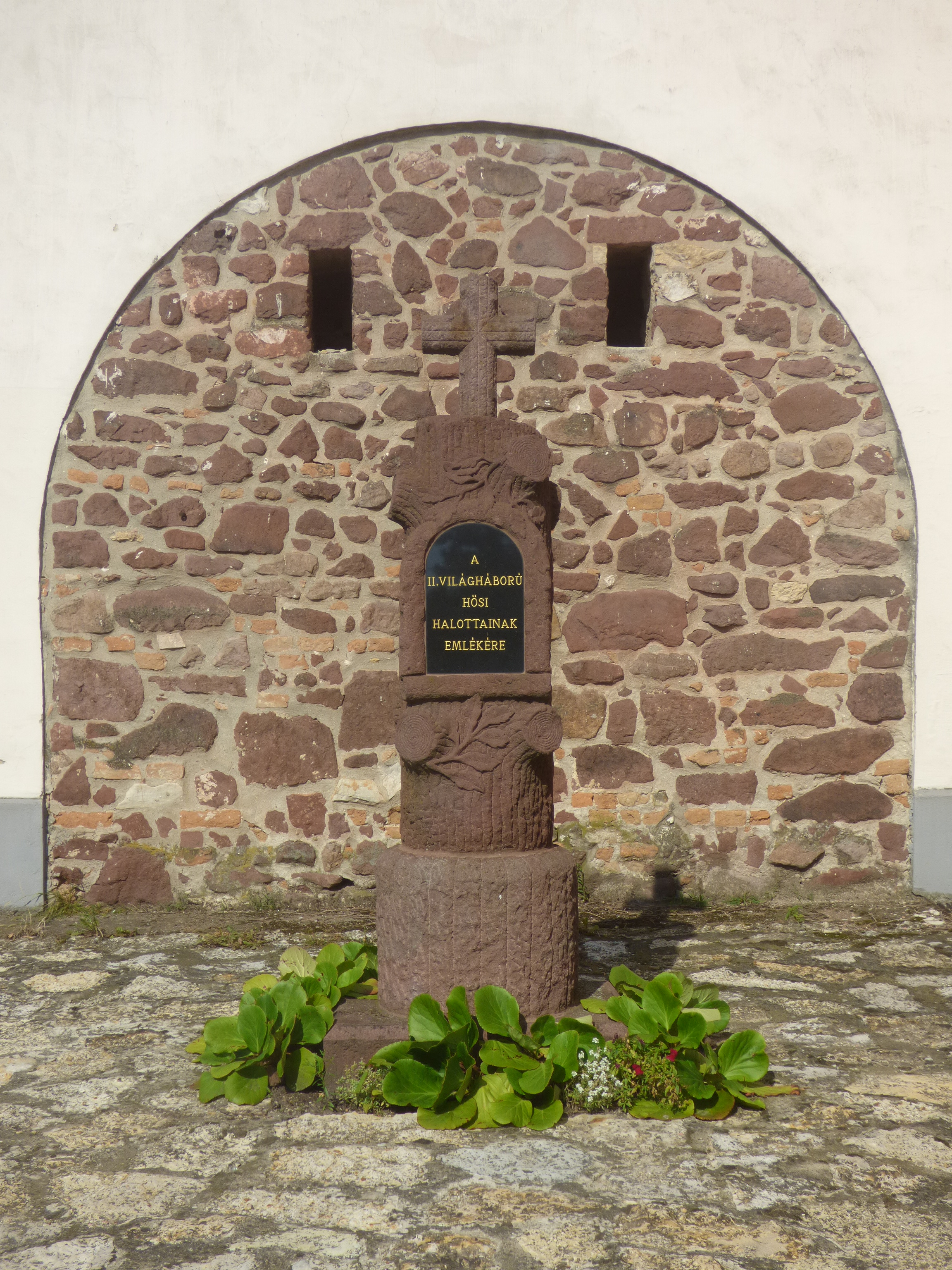
Vörösberény hősi emlékműve
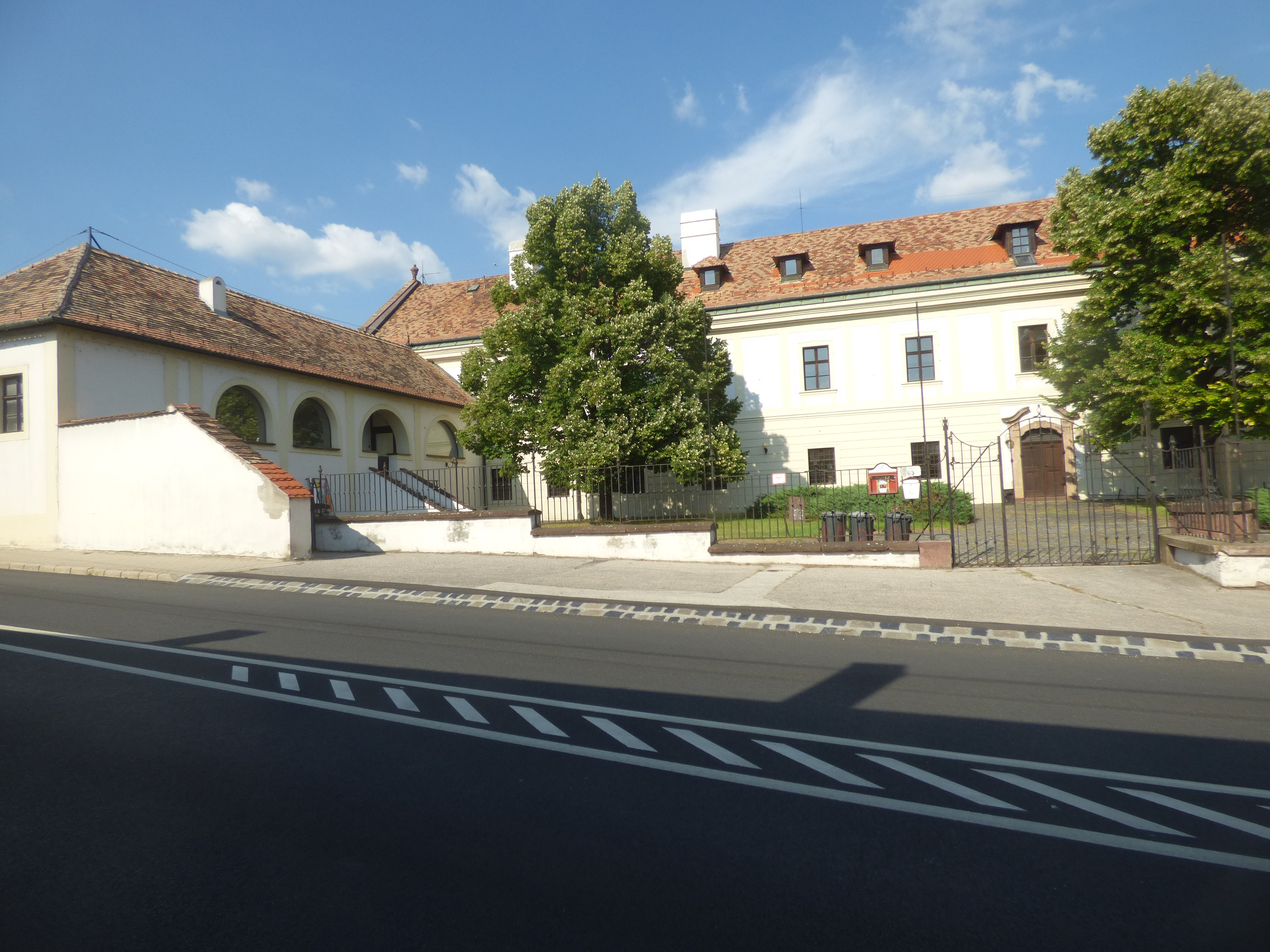
Régi épületegyüttes a városrész központjában